# Juan de la Cruz Cárdenas Rodríguez
Juan de la Cruz Cárdenas Rodríguez (Almería, 1950) es un excooperativista y exfinanciero español. Era presidente de Cajamar Caja Rural, la primera caja rural de España.

## Trayectoria
Cárdenas Rodríguez ingresó como empleado de oficina de la antigua Caja Rural de Almería en 1959. A lo largo de su carrera profesional ha sido director de Inspección, de Inversiones y de Red de Sucursales. En 1986 fue nombrado subdirector general y en 1992 director general de Caja Rural de Almería. Tras la fusión de las cajas rurales de Almería y de Málaga en 2000 fue nombrado director general de la nueva entidad, Cajamar. En 2006 fue elegido vicepresidente y consejero delegado, bajo la presidencia de Antonio Pérez Lao, a quien sucedió en el cargo en 2012 tras la integración en el Grupo Cooperativo Cajamar de Ruralcaja y el Grupo CRM.
Es miembro del Fondo de Garantía de Depósitos en representación del sector de las cooperativas de crédito de España. 